# Bernd Drogan
Bernd Drogan, född den 26 oktober 1955 i Brandenburg, Tyskland, är en östtysk tävlingscyklist som tog OS-silver i lagtempoloppet vid olympiska sommarspelen 1980 i Moskva.